# Centralskolan, Kronoby
Centralskolan är en kommunal skola för årskurserna 1–6 i Kronoby i Österbotten. Skolan ligger i kyrkbyn intill högstadiet Ådalens skola och Kronoby gymnasium.

## Historia
Skolan grundades 1870 som Kronoby folkskola och har sedan dess haft många olika namn, bland andra Kronoby folkskola, Kyrkoby folkskola, Storå skola, Kronoby centralfolkskola. Den nuvarande skolbyggnaden stod klar 1959 och fick en tillbyggnad 1986.